# Зибовник
Зибовник (словен. Zibovnik) — поселення в общині Церкниця, Регіон Нотрансько-крашка, Словенія. Висота над рівнем моря: 790,4 м.